# Theridion subpingue
Theridion subpingue är en spindelart som beskrevs av Simon 1908. Theridion subpingue ingår i släktet Theridion och familjen klotspindlar.
Artens utbredningsområde är Western Australia. Inga underarter finns listade i Catalogue of Life.